# Орден Габриелы Мистраль
Орден Габриелы Мистраль за заслуги в области образования и культуры (исп. La Orden al Mérito Docente y Cultural «Gabriela Mistral») — государственная награда Чили.

## История и описание
Орден учреждён 31 августа 1977 года, как награда для граждан Чили и иностранцев за выдающийся вклад в образование, культуру и преподавание. Орден назван в честь Габриелы Мистраль (1889—1957), чилийской поэтессы, лауреата Нобелевской премии по литературе.
Лента ордена серо-голубая с сине-бело-красной (цветов флага Чили) полосой посередине. Знак ордена — пятиконечная звезда серо-голубой эмали с барельефом Габриэлы Мистраль золотого металла в центре, окружённая золотым лавровым венком.
Орден имеет три степени (снизу вверх): Кавалер (кавалерственная дама), Офицер, Великий офицер.
Орденом награждались и граждане России. В 2002 году Великими офицерами ордена стали переводчики-испанисты Элла Брагинская (1926—2010), Наталия Ваханен (род. 1951), видный работник культуры Екатерина Гениева (род. 1946), скульптор Зураб Церетели, Елена Дьячкова, и Андрей Щербак, с формулировкой «Те, кто в своих областях, были активно вовлечены в распространение чилийского искусства».